# Gli occhi del perdono
Gli occhi del perdono è un singolo della cantautrice italiana Paola Iezzi, pubblicato in formato EP il 10 giugno 2019.

## Tracce
1. Gli occhi del perdono (Radio Edit)
2. Con mis ojos te perdono (Radio Edit)
3. Festival (Unplugged 2019)
4. Gli occhi del perdono (Atrim & Frankie Mancuso Rmx)
5. Gli occhi del perdono (HSQUAD Rmx)
6. Con mis ojos te perdono (Atrim & Frankie Mancuso Rmx)